# Білецький Стефан Петрович

Білецький Стефан Петрович

Стефа́н Петро́вич Біле́цький (14 серпня 1923 року, Матвіївка — 14 лютого 1985 року, Вільнянськ) — український інженер-машинобудівник.

## Життєпис
Народився у с. Матвіївці Вільнянського району Запорізької області. Жив і працював у м. Вільнянськ.
Закінчив Запорізький машинобудівний інститут (1967).
Начальник конструкторсько-технічного бюро, начальник експериментального цеху «Заводу ім. Т. Г. Шевченка» у м. Вільнянськ. Автор ряду інноваційних технічних рішень стосовно комплектів столового посуду (на яких спеціалізувався Завод ім. Т. Шевченка, м. Вільнянськ). Батько д.т.н., проф. Білецького В. С.
Український військовик, мінометник, воював під час Другої світової війни на Воронезькому, Сталінградському, Степовому фронтах німецько-радянської війни. Учасник боїв за Сталінград, Харків, Полтаву, Бєлгород, на Курській дузі. Після важкого поранення на Курській дузі і тривалого лікування в госпіталі у 1943 році був комісований. Повернувся у Запоріжжя, де працював на алюмінієвому заводі. Невдовзі переїхав у Софіївку (нині м. Вільнянськ)
Український журналіст. Робкор — друкувався переважно в запорізькій періодичній пресі (зокрема, понад 100 публікацій у вільнянській районній газеті «Зоря комуни»).
Похований на міському цвинтарі м. Вільнянськ.

Вільнянський завод імені Шевченка у м. Вільнянськ.
Інноваційні вироби ВАТ «Вільнянського заводу імені Шевченка», м. Вільнянськ, Запорізька область, Україна.

## Нагороди

Книга пам'яті України. Переможці. т. 22.

Нагороджений медалями «За відвагу» (15.08.1943), «За оборону Сталінграда», «За перемогу над Німеччиною» та ін., після війни — медаллю «За трудову доблесть». 